# Théologie du peuple
La théologie du peuple est un courant théologique né en Argentine après le concile Vatican II et la Conférence de Medellín (Colombie, 1968) comme une branche autonome de la théologie de la libération qui, selon plusieurs auteurs,,,,,,, a fortement influencé la pensée du pape François. Parmi les principaux représentants de la théologie du peuple figurent Alberto Methol Ferré (es), Lucio Gera (es), Rafael Tello (es), Justino O'Farrel, Juan Carlos Scannone (es) et Carlos María Galli.

## Signification du mot «peuple» pour ce courant théologique
Le peuple, pour ce courant théologique, est compris comme une catégorie historique et mythique, une forme de fraternité au-delà du lignage. Il ne se réduit pas à la somme massive d'individus, ni à l'ensemble des citoyens qui composent une société ou une population, mais à la conscience d'origines communes et de vicissitudes historiques, dans l'héritage de sa tradition, dans son contexte culturel et religieux, dans l'éthique sociétale qu'il tire et nourrit, dans sa capacité à intégrer des composantes diverses dans un mélange ethnique et culturel, dans le tissu de sa coexistence familiale, professionnelle et sociale, dans un destin commun de solidarité à la recherche d'une vie digne et bonne pour tous.

## Différence avec la théologie de la libération
La théologie du peuple reprend la notion cruciale d'« option préférentielle pour les pauvres » de la théologie de la libération, mais s'en distingue en ne se concentrant pas sur la « lutte des classes », mais sur les notions de « peuple » et d'« antipeuple », une notion enseignée par le père Lucio Gera pour désigner les oligarchies qui abandonnent l'intérêt pour le bien commun du peuple et de la nation et se concentrent sur la défense de leurs propres privilèges, en étant responsables des situations d'oppression et d'exploitation. En tant que courant local de la théologie de la libération, héritière du péronisme, cette perspective comprend le peuple comme « le concret », propose la méthode de libération comme une méthode sapientielle et place le chemin de la libération dans la culture populaire au lieu de la lutte des classes.

## Option préférentielle pour les exclus
La théologie du peuple affirme que, dans le sillage de la mondialisation et de l'aggravation des processus d'exclusion, l'« option préférentielle pour les pauvres » doit être exprimée comme une « option préférentielle pour les exclus ».

## Influence sur le pontificat du pape François
Le théologien jésuite Juan Carlos Scannone (es), fondateur de la philosophie de la libération et de la théologie du peuple, a déclaré que le pape François avait repris de cette dernière sa notion de « peuple » en tant que « figure polyédrique » dans laquelle chaque culture a quelque chose à apporter à l'humanité et où les différences sont respectées.